# 法鲁姆站
法鲁姆站（丹麦语：Farum Station）现在是哥本哈根市郊铁路的一个尽头式车站，位于丹麦首都大区富勒斯市鎮法鲁姆镇。该站距离以前的法鲁姆村约1千米，但现代法鲁姆却是以法鲁姆站为中心发展的。 
本站于1906年4月20日启用，启用时是哈勒森林铁路的中途站。哈勒森林自1906年开通至1954年间是连接哥本哈根市区至斯朗厄鲁普的铁路。1954年，法鲁姆⟷斯朗厄鲁普段因效益不好而关闭，法鲁姆站因而成为尽头式车站。1977年成为哥本哈根市郊铁路车站。

## 外部連結
- 丹麦国家铁路官网对本站的介绍 （页面存档备份，存于）（丹麦语）